# Catedral d'Idanha-a-Velha
Cathedral of Idanha-a-Velha.jpgLa Catedral d'Idanha-a-Vella és l'antiga catedral del bisbat d'Egitania, hui en la Unió de freguesies de Monsanto i Idanha-a-Vella, al municipi d'Idanha-a-Nova.

## Història
A partir de la creació del bisbat d'Egitania en el segle IV, la basílica comença a construir-se al voltant de l'any 585. Durant la conquesta musulmana de la península Ibèrica fou convertida en mesquita, i torna a ser església amb la conquista cristiana, sota l'orde del Temple.(1)

Deixa de tenir funció cultual al segle xix, i hui és un museu.(1)

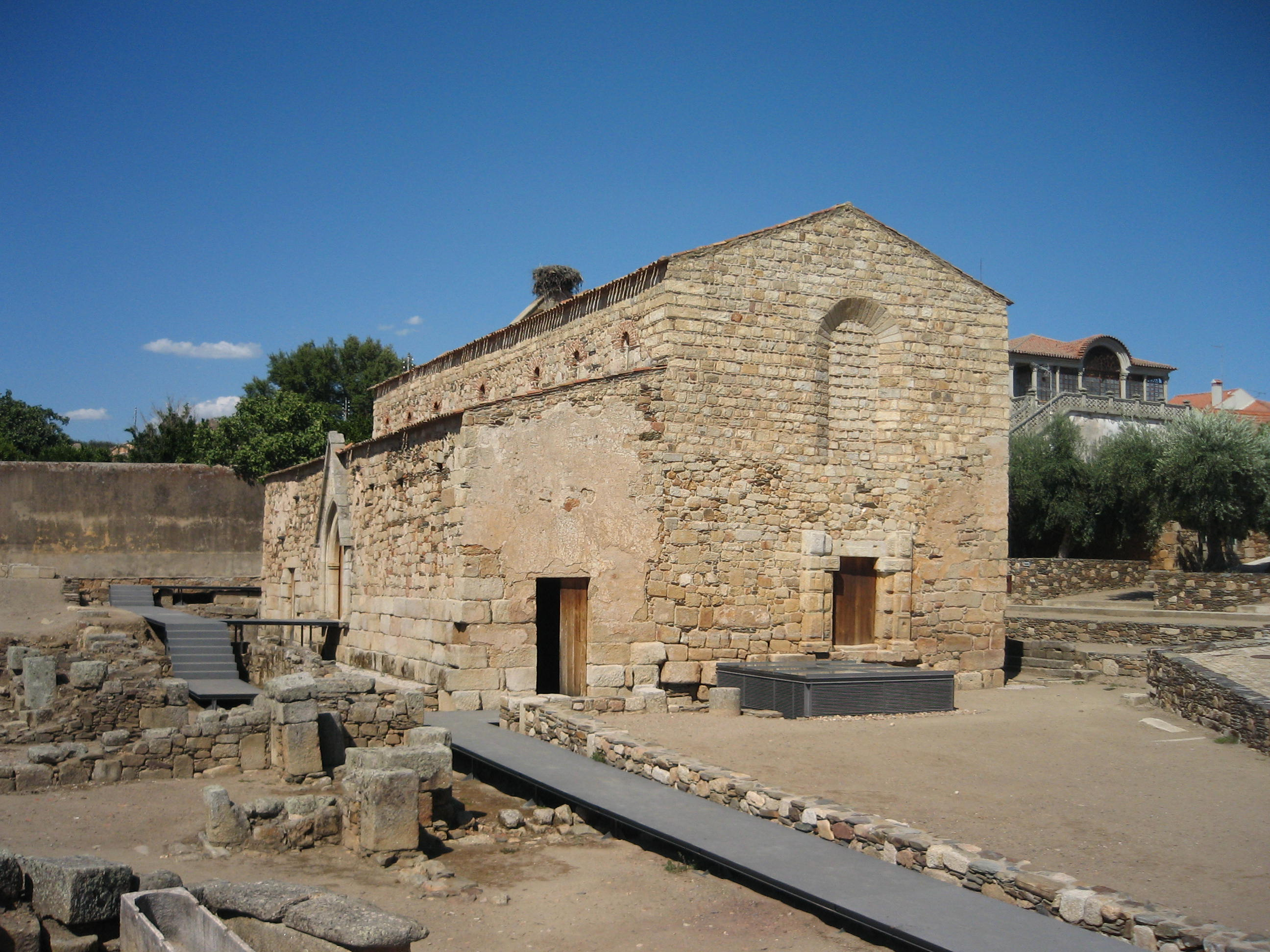
Vista general
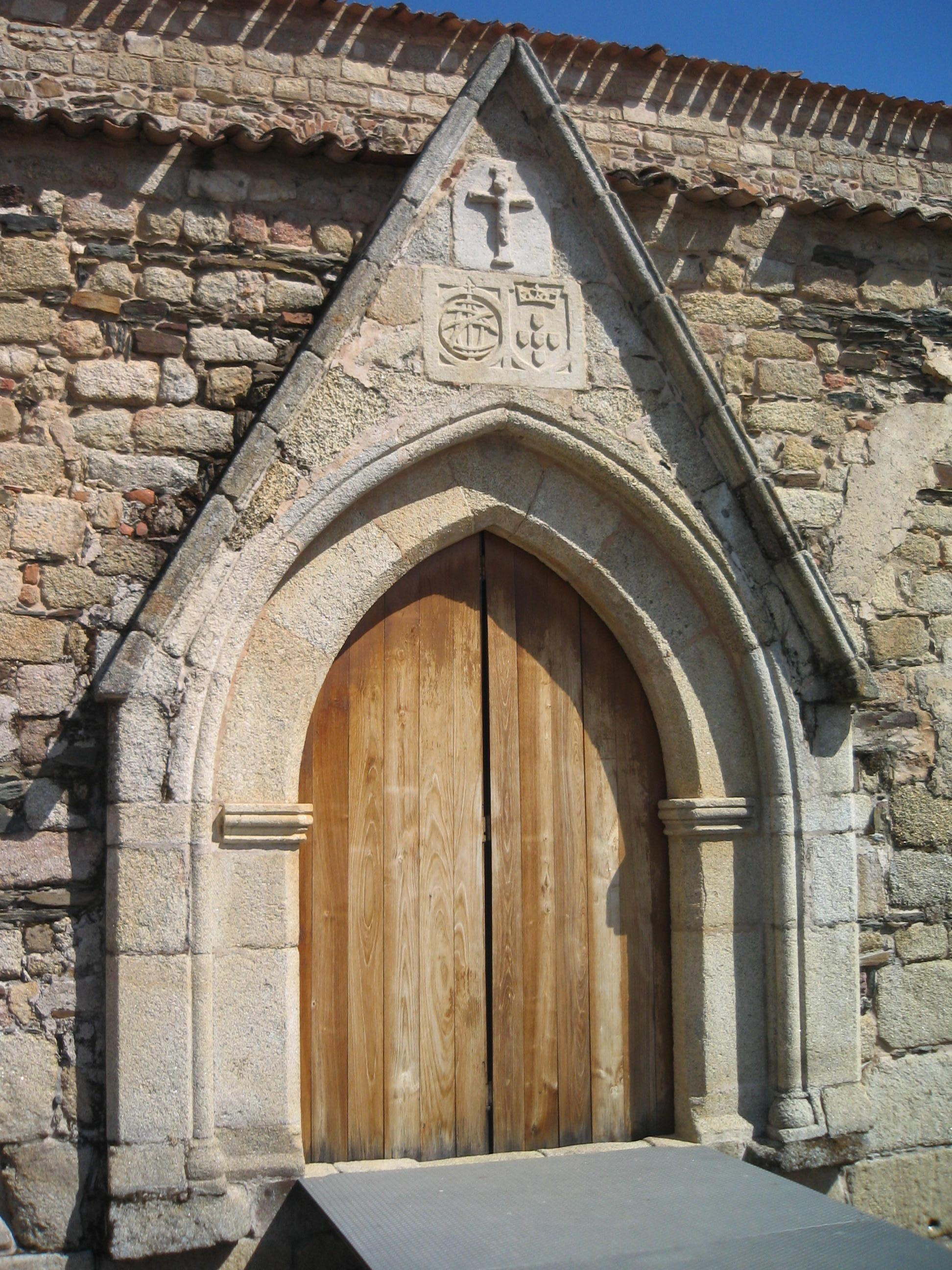
Portal gòtic
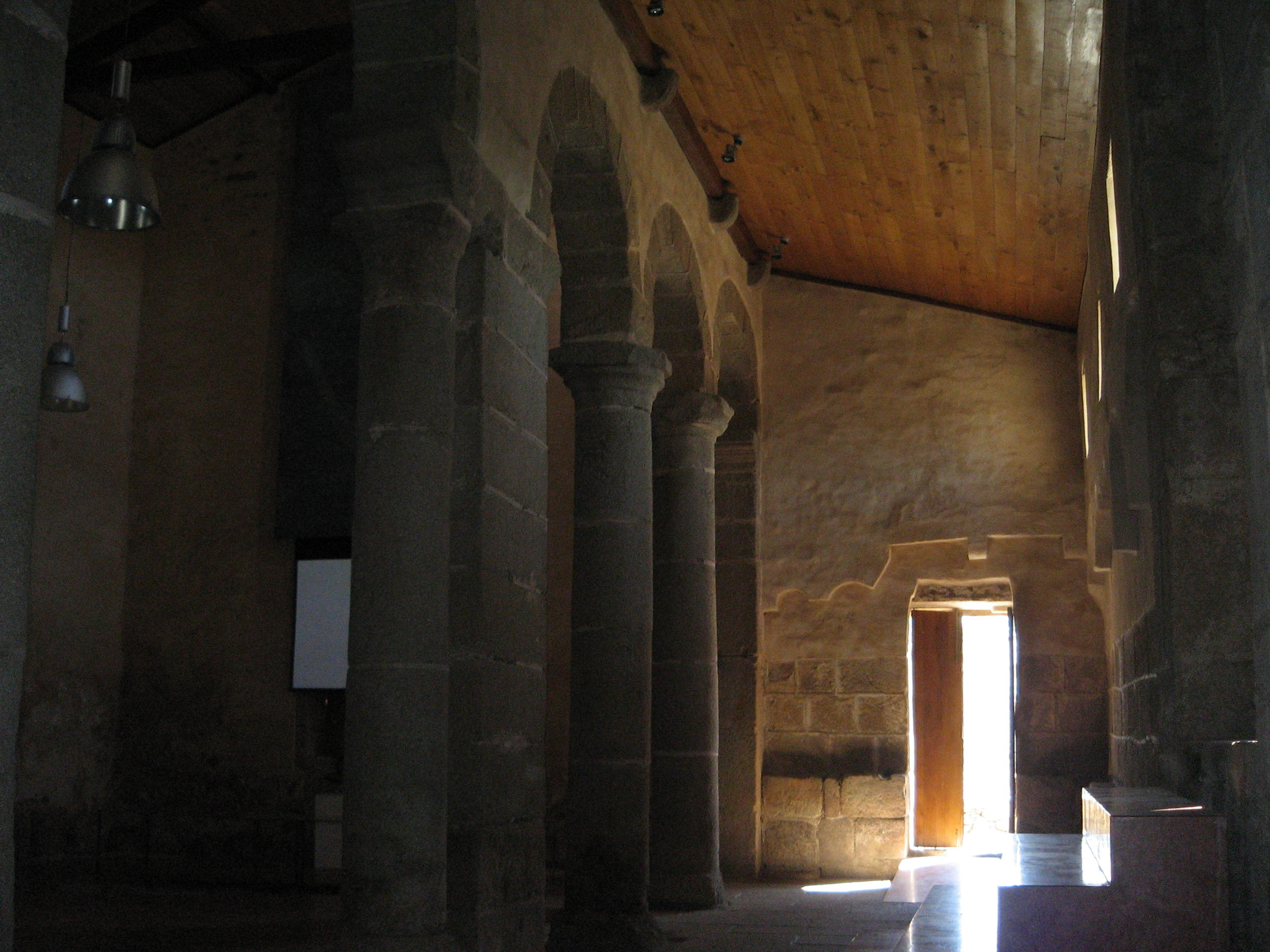
Interior